# A Única Mulher
 (octobre 2020).
- Si vous ne connaissez pas le sujet, laissez ce bandeau (vous pouvez alors contacter les auteurs).
- Si vous supprimez le contenu mis en cause (vous pouvez préalablement contacter les auteurs),

argumentez précisément cette suppression dans la page de discussion
(un manque de référence n'est pas un argument ; une recherche réelle de référence doit avoir été effectuée, être formellement documentée).
Mara, une femme unique (A Única Mulher) est une telenovela portugaise diffusée entre le 15 mars 2015 et le 6 janvier 2017 sur TVI. C'était le programme le plus vu au Portugal.
En France, la telenovela est disponible à la demande sur 6play (uniquement en France métropolitaine). La série est également diffusée en Île-de-France sur IDF1 et sur A+, la  chaîne de télévision de divertissement familiale panafricaine francophone créée par Canal+.
En Outre-mer, la saison 1 puis la saison 2 est diffusée sur La 1re et IDF1.
En Afrique, la saison 3 inédite est diffusée depuis le 16 septembre 2020 sur A+. Il s'agit de la toute dernière saison.
Elle est diffusée également en France depuis le 21 septembre 2020 sur IDF1 et devrait par la suite être diffusée en Outre Mer sur La 1ère.

## Synopsis

### Saison 1
L'effondrement d'une grande banque nationale déclenche l'affrontement de deux réalités et le conflit entre deux familles.
Luís Miguel est un jeune ingénieur portugais parti faire carrière en Angola en laissant derrière lui sa famille ultra traditionnelle et conservatrice et de surcroît touchée par la crise. Son père, Jorge, possède une importante entreprise de construction au Portugal qui est au bord du dépôt de bilan, et sa mère Pilar, femme à l’ambition débordante, espère devenir riche par son divorce.
En Angola, Luís Miguel tombe amoureux de Mara, une jolie infirmière qui le sauve de la mort.
Norberto, le père de Mara est un homme d'affaires angolais qui possède d'importants investissements au Portugal et qui est également le client numéro un de l'entreprise de construction de Jorge. En effet, il détient le sort de la société de Jorge entre ses mains mais malheureusement pour la famille de Luís Miguel, Norberto garde une rancune tenace contre les Portugais depuis que son propre père a été assassiné par l’un d’eux, pendant la colonisation. Le lourd héritage de son passé et ses intérêts professionnels actuels transforment la crise économique en un affrontement entre deux mondes.
À cela s’ajoute la vengeance d’une femme, Luena. Luena veut récupérer à tout prix les biens de ses parents, des rapatriés du Portugal, qui avaient perdu toute leur fortune lors de l’indépendance de l’Angola. De plus, elle a un fils avec Norberto, le père de son amie Mara.
Mara apprend après la mort de sa mère que celle-ci n'était pas sa mère biologique et de même pour son père. En effet, elle a été adoptée pendant la guerre. Norberto l'a trouvée dans la maison où sa mère biologique gisait sur le sol.

### Saison 2
Une année après la tentative de meurtre de Mara, ses jumeaux Rosarinho et Lueji font leurs premiers pas. Luís Miguel et Mara sont de nouveau ensemble et vivent en Angola. Norberto est toujours en prison et promet de se venger de Daniela et d’Antonio à sa sortie. Sara est sur le point d'épouser Diogo l’amour de sa vie, mais Diogo meurt d'une overdose lors de la cérémonie de mariage la laissant détruite pour la vie. Sa rencontre avec Léandro, le kinésithérapeute de Pilar la sauvera-t-elle de son autodestruction ?
Pilar Sacramento a survécu à son accident de voiture mais se retrouve en fauteuil roulant avec le visage brûlé. Elle veut se venger d’Antonio qui l’a trahie et volé les diamants qu'elle a ramenés d'Angola. Luena vit avec Rodrigo, le père biologique de Junior mais est victime de violence conjugale.
Mara découvre que Vita est la fille que Neuza a perdue pendant la guerre. Elle la fait rentrer dans leur famille. Mais Vita a d’autres projets moins honorables et affectifs pour sa nouvelle famille. Elle complote avec César, un pédiatre douteux, pour détruire le couple de Mara et Luís Miguel.
Entre Pilar, Norberto, Antonio, Rodrigo, César, Vita... qui sera le méchant de cette saison ?

### Saison 3
Norberto demande Luena en mariage et… Xavier refait surface.
Luís Miguel manque beaucoup à Mara qui fait son possible pour que ses jumelles n'oublient pas leur papa. Elle décide de reprendre son travail d’infirmière.
Pendant ce temps, Luís Miguel est vivant et vit sur une ile des Açores. Pilar profite de l’amnésie de son fils pour le garder à elle. Daniéla découvre la vérité et la fait chanter.
Xavier et Vita décident de nuire à Luena et commence à la faire chanter au sujet de Leila. Luena paie la moitié de la somme mais la banque appelle Norberto et ce dernier commence à être suspicieux. Vita finit par trahir Xavier et s’allie à Luena.
Tomé, un docteur qui travaille avec Mara tombe amoureux d’elle mais Mara refuse cette relation car elle est toujours amoureuse de Luís Miguel. Cette situation va dégénérer car Tomé, obsédé par Mara ne reculera devant rien pour la conquérir.
Luís Miguel disparaît encore une fois et se réfugie sur l’ile de Corvo.
A Luanda, Francisca apprend que Jean-Marie a été libéré de prison et craint pour sa vie. Santiago la rassure par son amour. Quelque temps après, Jean-Marie est retrouvé mort.
Luís Miguel revient à Lisbonne mais il est kidnappé à l’entrée d’une église. Arsenio et Xavier réussissent à le sauver des mains des ravisseurs. Tout le monde est content du retour de Luís Miguel et blâment Pilar pour le kidnapping.
Mara est sur un nuage avec le retour de son mari mais réalise vite que son amnésie est un frein à leur amour. Elle décide de l’amener à Louanda pour l’aider à retrouver sa mémoire.
Pilar est convaincue que Mina est responsable de l’enlèvement de son fils.
Norberto, Arsenio, Luena et Bino sont inquiets lorsqu’ils trouvent un as de pique sur l’écran du portable de Ramiro.
A Luanda, Pilar menace Xavier de révéler son secret à Norberto.
Xavier révèle à Luís Miguel que Pilar est responsable de la balle qu’il a reçu dans sa tête.
En Angola, Isabel décide d’aider Laranijiha, mais Bino est réticent, ne voulant plus souffrir encore comme après la perte de sa femme et sa fille.
A Lisbonne, Luena et accusée de la mort de Humberto et est incarcérée. Plus tard elle est hospitalisée après une bagarre en prison. Elle apprend que Xavier, son frère, est responsable de son incarcération et de son agression.
A Luanda, un virus s’est répandu dans le bidonville. Neuza informe Mara et Luís Miguel de l’état de santé de la sœur de Kandimba. Ils décident tous de revenir en Angola pour aider à enrayer cette épidémie. Le couple se rapproche doucement.
Luís Miguel retrouvera-t-il la mémoire ? Luena et Norberto se remettront-ils ensemble ? Pilar et Xavier finiront-ils par être arrêtés pour leurs manigances ?

## Acteurs et personnages
- Ana Sofia Martins (pt) : Mara Venâncio
- Lourenço Ortigão (pt) : Luís Miguel Sacramento
- Alexandra Lencastre (pt) : Pilar Sacramento
- José Wallenstein (pt) : Jorge Sacramento
- Rita Pereira : Luena da Silva
- Ângelo Torres (pt) : Norberto Venâncio
- Mina Andala (pt) : Neuza dos Anjos
- Marta Melro (pt) : Rafaela Mestre
- João Catarré (pt) : Ramiro Neves / Jean Vicente
- Sílvia Rizzo (pt) : Isabel Batista
- Paula Neves (pt) : Concha Albergaria
- Alberto Magassela (pt) : Arsénio Kianda
- Matilde Breyner (pt) : Maria Antónia Borralho - « Mitó »
- Sofia Baessa : Yolanda Gamboa
- Kelly Bailey (pt) : Francisca Sacramento
- Bruno Cabrerizo (pt) : Santiago Ortiz
- Sara Prata (pt) : Daniela Fragoso
- Nuno Homem de Sá (pt) : Albino das Dores - « Bino »
- Ana Marta Ferreira (pt) : Clara Albergaria
- Ricardo de Sá : Bruno Borralho
- Paulo Pires (pt) : Henrique Albergaria
- Gany Ferreira : Kizua Kianda
- Maura Faial : Vita (saisons principales 2-3, invitée saison 1)
- Fredy Costa (pt) : Leandro Nascimento (saisons 2-3)
- Soraia Tavares : Soraia (saison 3, récurrente saison 2)
- Igor Regalla : Telmo Nascimento (saison 3, récurrent saison 2)
- Marta Faial : Leila Barbosa (saison 3)
- Pedro Laginha (pt) : Carlos Oliveira (saison 3)
- Miguel Valle : Tomé Quintela (saison 3)
- Jorge Gonçalves : Afonso Quintela (saison 3)
- Pedro Giestas (pt) : João (saison 3)
- Tomás Alves (pt) : Rui Tavares (saison 3)
- Nuno Gil : Xavier Mendes (saison 3)
- Marina Albuquerque (pt) : Julieta (saison 3)
- Karla Muga (pt) : Selma Barbosa (saison 3)
- Nuno Janeiro (pt) : Rolando Ladeira (saison 3)
- Ricardo Trêpa : Xico Alegria (saison 3)
- Sofia de Portugal (pt) : Graça (saison 3)
- João Cabral (pt) : Guilherme (saison 3)
- Mafalda Vilhena (pt) : Valéria (saison 3)
- Laurent Filipe (pt) : Bill White (saison 3)
- Rita Loureiro (pt) : Carmo Apuim (saison 3)
- Susana Mendes (pt) : Benedita Salgado (saison 3)
- Joana Aguiar (pt) : Filipa "Pipa" Apuim (saison 3)
- Guida Maria (pt) : Amélia (saison 3)
- Carlos Vieira (pt) : Nuno (saison 3)
- Heidi Berger (pt) : Leonor "Nonô" (saison 3)
- Leandro Pires : Artur Gamboa (saisons 1-2, invité saison 3)
- Joana de Verona (pt) : Sara Sacramento (saisons 1-2, invitée saison 3)
- Manuel Wiborg (pt) : Inspecteur Alberto Camacho (saison 2, récurrent saison 1, invité saison 3)
- Joana Câncio : Tânia Shevtchenko (principale saison 2, récurrente saison 1, invitée saison 3)
- Lídia Franco (pt) : Guilhermina Albergaria - «Mina» (principale saison 2, invitée saison 3)
- Rita Brütt (pt) : Inspectrice Laura (récurrente saison 1, invitée saisons 2-3)
- José Carlos Pereira (pt) : Cabé (récurrent saison 3)
- Luís Esparteiro (pt) : Jeremy (récurrent saison 3)
- Leonor Seixas (pt) : Sílvia Caiado (saisons 1-2)
- Pedro Lima : Pedro Caiado (saisons 1-2)
- Inês Gonçalves : Mafalda Barros (saisons 1-2)
- Lia Gama (pt) : Berta Vieira (saisons 1-2)
- Pedro Carmo (pt) : António de Lucena (principal saison 2, récurrent saison 1)
- João Didelet (pt) : Radu Pompescu (principal saison 2, récurrent saison 1)
- Pedro Barroso (pt) : Rodrigo Dias (principal saison 2, récurrent saison 1)
- Pêpê Rapazote : Docteur César Varela (saison 2)
- Graciano Dias (pt) : Diogo Mendonça (principal saison 1, invité saison 2)
- Maria Leite : Ana Maria Baptista (principale saison 1, invitée saison 2)
- André Nunes (pt) : Orlando Barros (saison 1)
- Orlando Costa (pt) : Sebastião Pereira (saison 1)
- Catarina Matos (pt) : Isaura das Dores - «Isaurinha» (saison 1)
- Irma Ribeiro : Patrícia das Dores (saison 1)
- Rita Cruz : Rosário Venâncio (récurrente saison 1)
- Alfredo Brito : Raúl Falcão (récurrent saison 1)

## Audiences
|       |           | Nombre d'épisodes diffusés | Rating | Share  |
| ----- | --------- | -------------------------- | ------ | ------ |
| 2015  | Mars      | 15                         | 14,4 % | 28,6 % |
| 2015  | Avril     | 26                         | 14,1 % | 28,5 % |
| 2015  | Mai       | 27                         | 13,9 % | 28,9 % |
| 2015  | Juin      | 28                         | 13,1 % | 27,9 % |
| 2015  | Juillet   | 28                         | 14,1 % | 30,5 % |
| 2015  | Août      | 26                         | 13,4 % | 29,3 % |
| 2015  | Septembre | 25                         | 14,0 % | 28,8 % |
| 2015  | Octobre   | 26                         | 15,0 % | 30,9 % |
| 2015  | Novembre  | 28                         | 14,1 % | 29,4 % |
| 2015  | Décembre  | 26                         | 14,4 % | 30,5 % |
| 2016  | Janvier   | 25                         | 14,8 % | 29,8 % |
| 2016  | Février   | 28                         | 14,8 % | 29,6 % |
| 2016  | Mars      | 29                         | 14,8 % | 29,6 % |
| 2016  | Avril     | 26                         | 15,2 % | 30,5 % |
| 2016  | Mai       | 27                         | 14,0 % | 28,8 % |
| 2016  | Juin      | 26                         | 13,5 % | 27,9 % |
| 2016  | Juillet   | 26                         | 13,1 % | 28,5 % |
| 2016  | Août      | 27                         | 13,3 % | 29,6 % |
| 2016  | Septembre | 24                         | 12,4 % | 28,9 % |
| 2016  | Octobre   | 21                         | 11,3 % | 28,1 % |
| 2016  | Novembre  | 22                         | 9,4 %  | 26,7 % |
| 2016  | Décembre  | 19                         | 9,4 %  | 25,4 % |
| 2017  | Janvier   | 6                          | 12,6 % | 30,3 % |
| Total | Total     | 561                        | 13,5 % | 29,1 % |

Note: Chaque point de rating équivalent 95 000 téléspectateurs. Ces données n'incluent pas les visualisations en différé, tels que le service à la demande de TVI (TVI Player).

## Diffusion au Portugal
- TVI (2015 - 2017)

## Diffusions internationales en version originale (portugais européen)
- TVI Internacional (2015)
- DStv 1[1]
- TCV

## Diffusions internationales en espagnol
- Canal 13 (diffusée depuis le 30 août 2015[2])
- Telefuturo (diffusée depuis le 30 novembre 2015)
- Monte Carlo TV (diffusée depuis le 4 janvier 2016)
- El Trece - (2016)

## Diffusions internationales en français
- Réseau Outre-Mer 1ère (saison 1, 2016/17 - saison 2, 2020)
- IDF1 (saison 1, 2017 - saison 2, 2018/19 - saison 3, 2020/21)
- A+ (saison 1, 2017 - saison 2, 2019 - saison 3, 2020/21)
- 6play (saison 1, 2017)

### Sources
- (pt) Cet article est partiellement ou en totalité issu de l’article de Wikipédia en portugais intitulé « A Única Mulher » (voir la liste des auteurs).